# Harry Lampert
Harry Lampert (ur. 3 listopada 1916 w Nowym Jorku, zm. 13 listopada 2004 w Boca Raton, Floryda) – amerykański rysownik, twórca komiksów, autor książek o brydżu.

## Życiorys
Rozpoczął pracę jako rysownik w wieku 16 lat; współpracował z Maxem Fleischerem, twórcą komiksów Betty Boop, Popeye, Koko the Clown. Wraz z Gardnerem Foxem (autorem tekstu) stworzył komiks o superbohaterze The Flash (1940), publikowany przez znane wydawnictwo komiksowe DC Comics. Po piątym odcinku zrezygnował z dalszej pracy przy Flashu i zajął się rysunkiem satyrycznym. Publikował w pismach Time Magazine, The New York Times, Esquire, The Saturday Evening Post. Był również pedagogiem w New York School of Visual Arts oraz twórcą agencji plastycznej The Lampert Agency.
Po przejściu na emeryturę w 1976 napisał kilka książek poświęconych brydżowi. Jedna z nich, The Fun Way to Serious Bridge, zyskała miano biblii brydżowej. Prowadził kursy nauki brydża. Od połowy lat 90. XX w. działał w środowisku rysowników, dzieląc się swoim doświadczeniem weterana komiksu.